# Noszály Sándor (teniszező)
Noszály Sándor (Budapest, 1972. március 16. –) magyar teniszező. Szülei, idősebb Noszály Sándor magasugró, atlétika edző és Steitz Anna kétszeres magasugró magyar bajnok. 1990-ben a budapesti Petőfi Sándor Gimnáziumban érettségizett. Testvére, Noszály Andrea szintén teniszező.

## Pályafutása
1980-ban, nyolc éves korában kezdett teniszezni. Első egyesülete a Budapesti Honvéd volt, itt kezdődött ígéretes teniszkarrierje. Először 1988-ban, 16 évesen nyert magyar bajnokságot, amit 1989-ben, 1990-ben és 1991-ben is sikerült megismételnie. 1988-ban és 1989-ben párosban is diadalmaskodni tudott, ezen kívül 1994-ben a fedett pályás országos bajnokságot is megnyerte. Ötször nyerte el az év magyar teniszezője címet: 1989-ben, 1990-ben, 1991-ben, 1993-ban és 1995-ben. Összesen tizenhat magyar bajnoki cím birtokosa.
1991-ben a Roland Garrosról elnevezett francia nemzetközi teniszbajnokság (Grand Slam-verseny) 1. fordulójában a korábbi wimbledoni bajnok ausztrál Pat Cashtől kapott ki három játszmában (4:6, 6:7, 3:6). 1993-ban játszotta első győztes ATP-mérkőzését, a római salakpályás nemzetközi tornán, az olasz Cristiano Caratti ellen (7:6, 7:5). A második fordulóban a német világsztár, Boris Becker állította meg.
Az 1994. júliusi, 1,04 millió összdíjazású stuttgarti Mercedes-kupán a selejtezőből jutott a főtáblára, ahol az első fordulóban az olimpiai ezüstérmes Jordi Arresét verte 6:2, 6:2-re, majd a második fordulóban azt a Magnus Larssont győzte le szintén két sima játszmában (6:1, 6:3), aki abban az évben a Roland Garroson elődöntős volt. Végül a legjobb tizenhat között esett ki, Bernd Karbachertől kapott ki, döntő szett tie break-ben (6:4, 1:6, 6:7). Két héttel később az ausztriai Kitzbühelben rendezett salakpályás ATP-versenyen is a legjobb tizenhat közé jutott. Az október athéni verseny első fordulójában a spanyol salakmenő Alex Corretjától szenvedett vereséget. Az 1994. évi ATP-tornákat így 4:3-as győzelemaránnyal zárta, az év végén már 156. volt az ATP-világranglistán.
1995-ben a wolfsburgi nemzetközi Challenger-versenyen elődöntőig, további öt Challengeren negyeddöntőig jutott. Wimbledonban főtáblás volt, de az első fordulóban gigászi csatában, győztes állásról végül alulmaradt Jeff Tarangóval szemben (4:6, 6:3, 6:4, 4:6, 2:6). Az 1995. július 31 – augusztus 7. között rendezett kitzbüheli ATP-tornán aztán a negyeddöntőig menetelt, a 3. fordulóban a későbbi (1998-as) Roland Garros-győztes spanyol Carlos Moyàt is legyőzve. A legjobb nyolc között az 1995-ös Roland Garros-bajnok osztrák Thomas Muster állította meg (6:7, 3:6). A szeptemberi bukaresti 1,35 millió dollár összdíjazású ATP-Tour versenyen, a selejtezőből indulva, egészen az elődöntőig sikerült eljutnia. A 2. fordulóban legyőzte az 5. helyen kiemelt Albert Costát (6:4, 3:0-nál Costa feladta), majd a negyeddöntőben a kétszeres (1993, 1994) Roland Garros-győztes Sergi Bruguera fölött is sikerült diadalmaskodnia, 6:4, 6:2-re. Az elődöntőben aztán ismét "mumusával", Musterrel találkozott, és ez esetben is két játszmában maradt alul (2:6, 2:6).
A bukaresti tornán elért kiváló eredményének köszönhetően az 1995. szeptember 18-án közzétett világranglistán 95. helyezett volt, amivel egyike azon kevés magyar férfi teniszezőnek, akinek sikerült bekerülnie az ATP Top 100-ba (1984, Taróczy Balázs óta neki sikerült ez elsőként).
1989-1996 között tagja volt a magyar Davis Kupa-csapatnak, így játszott az 1995. szeptember 22-24-ei Ausztrália elleni rájátszáson, melynek 3-2-es megnyerését követően a magyar csapatnak sikerült a világcsoportba jutnia. Az első játéknapon Mark Philippoussistól még három sima szettben (1:6, 2:6, 3:6) kikapott, azonban a harmadik napon a Todd Woodbridge elleni ötjátszmás, heroikus győzelmével (6:7, 6:3, 1:6, 6:2, 7:5) sikerült az ausztrálok ellen a magyar csapatnak kiegyenlítenie, végül Krocskó József Philippoussis ellen négy játszmában elért győzelme a világcsoportba jutást jelentette a magyarok számára. Az 1996. februári, csehek elleni világcsoport-mérkőzés sima, 0-5-ös vereséget hozott (Noszály Petr Kordától és Daniel Vacektől is kikapott). Utoljára az oroszok ellen a világcsoportban maradásért 1996 szeptemberében játszott, 1-4-es vereséggel végződő mérkőzésen játszott a Davis-kupában magyar nemzeti színekben.
1996. végén évekre visszavonult a professzionális nemzetközi tenisztől, sokáig utolsó ATP-mérkőzése az 1996. szeptember 9-én Bukarestben, Sebastian Prietótól az első fordulóban döntő szettben szenvedett 6:4, 3:6, 3:6-os vereség volt. 2000 év elején azonban visszatért, és 2004-ig ismét több tornán elindult, néhány selejtezőbeli első fordulós győzelmet leszámítva már kevés sikerrel. Utolsó hivatalos nemzetközi mérkőzését 2014. július 7-én, 42 évesen játszotta a newporti verseny selejtezőjének első fordulójában, ahol a világranglista akkori 309. helyezettjétől, a zimbabwei Takanyi Garangangától két szettben, 6:3, 6:3-ra kapott ki. Nemzetközi pályafutása során összesen 376 265 dollár pénzdíjat nyert, 85 profi ATP-mérkőzéséből 28 alkalommal diadalmaskodott, Challenger-versenyeken ugyanez az arány 64:64.
A versenyszerű teniszt azonban ezt követően sem hagyta abba, amatőrként ugyanolyan szívvel-lélekkel játszik, mint korábban, éveken keresztül, sikeres profi játékosként. 2015-ben szabadkártyásként indulhatott a magyar országos bajnokságon, ám az első körben rögtön a hatszoros magyar bajnok Balázs Attilával került szembe, aki csak egy játékot engedett neki. 2018-ban is elindult az ob-n, ekkor két meccset nyert a selejtezőben. 2019-ben ismét szabadkártyát kapott, és két fordulón sikerült túljutnia, egy nála több mint harminc évvel fiatalabb versenyzőt is legyőzve. Még 2020 februárjában, közel 48 évesen is az első százban van a magyar országos felnőtt férfi ranglistán.

## Magánélete
Korábbi kapcsolatából, amelyből nem lett házasság, született Szonja nevű leánya.
2003-ban szerepelt a TV2 A Nagy Ő című párválasztó show-műsorában.
2009-ben ismerkedett meg a Jóban-rosszban sorozatból ismertté vált Novák Henriett színésznővel, akivel házasságot kötött, és évekig Los Angelesben éltek. Itt többek között Pierce Brosnant, Soros Györgyöt és Bill Gatest is tanította teniszezni.
Jó barátja az egykori horvát teniszsztár, Goran Ivanišević. Szabadidejében szeret kosarazni, focizni és vízisíelni, kedvencei Ken Follett és Robert Merle regényei.